# وادی موسی
وادی موسی (به‌عربی: وادي موسى) یک منطقهٔ مسکونی در اردن است که در استان معان واقع شده‌است. وادی موسی  ۱۷٬۰۸۵ نفر جمعیت دارد و ۸۵۰ متر بالاتر از سطح دریا واقع شده.

## خواهرخوانده
شهر بیتار عیلیت خواهرخواندهٔ وادی موسی هست.

## نگارخانه

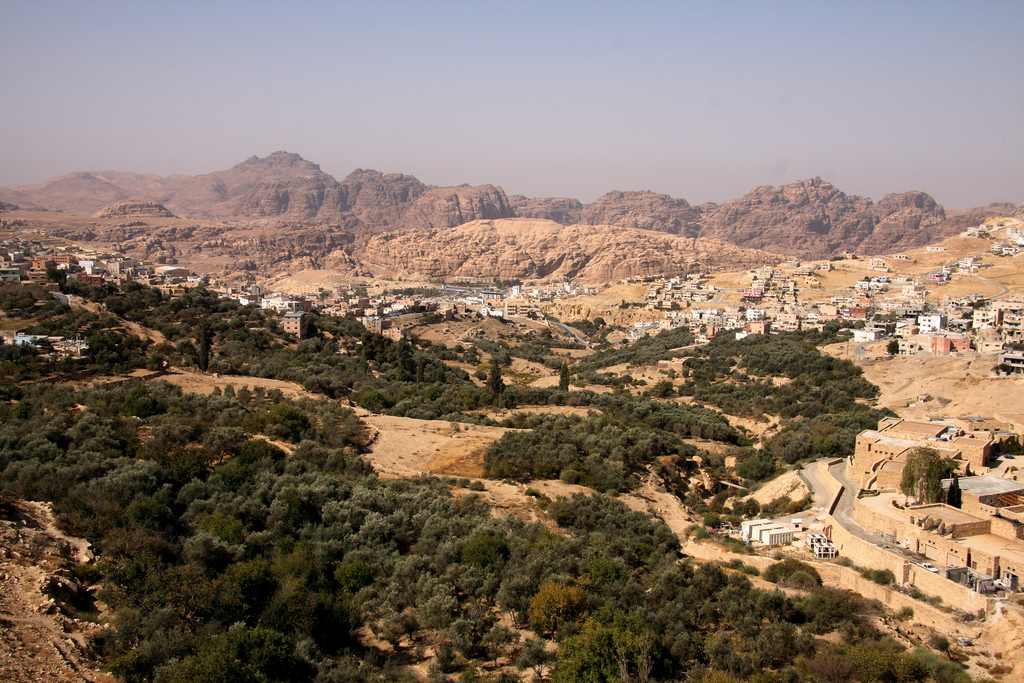
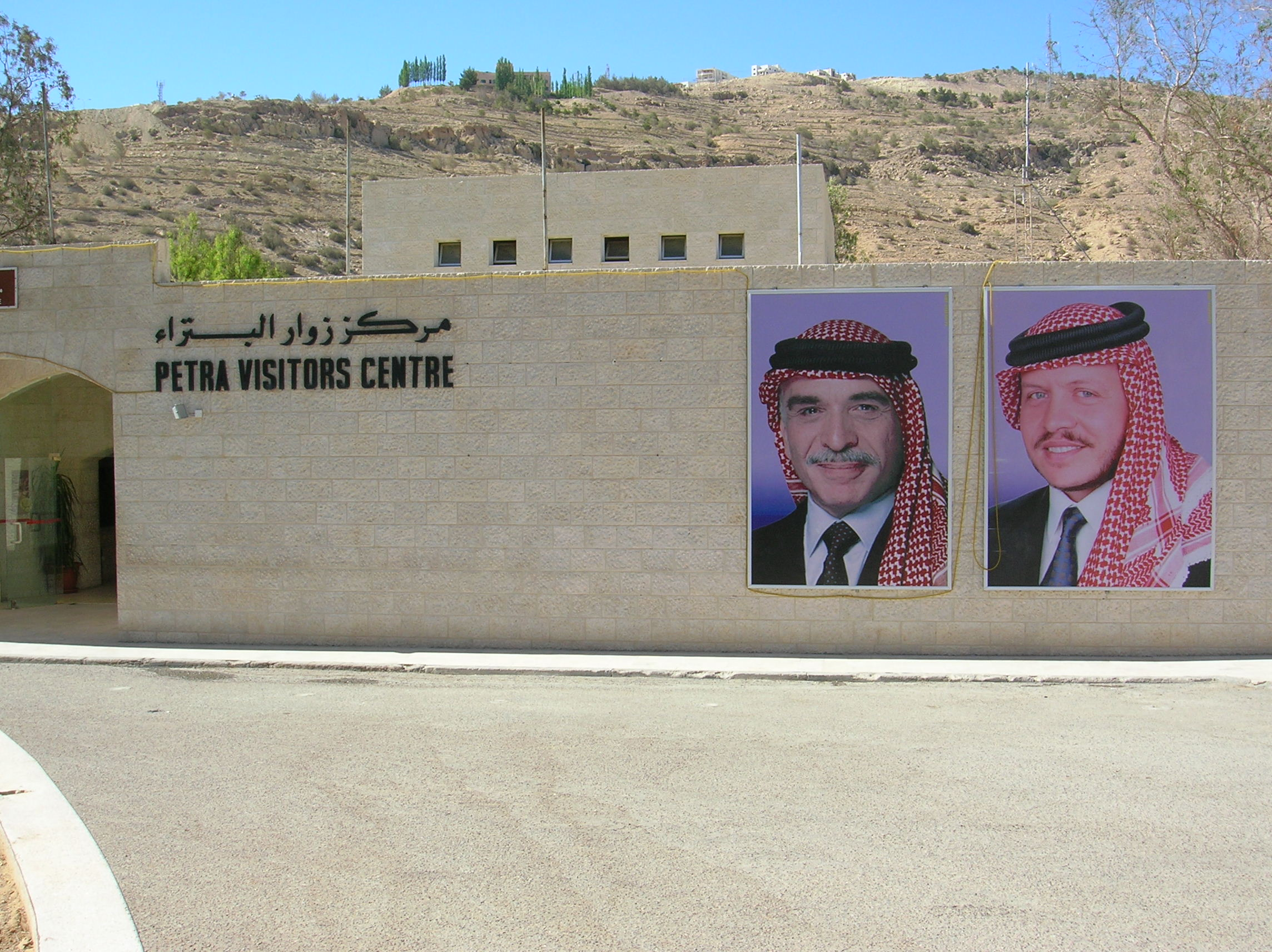
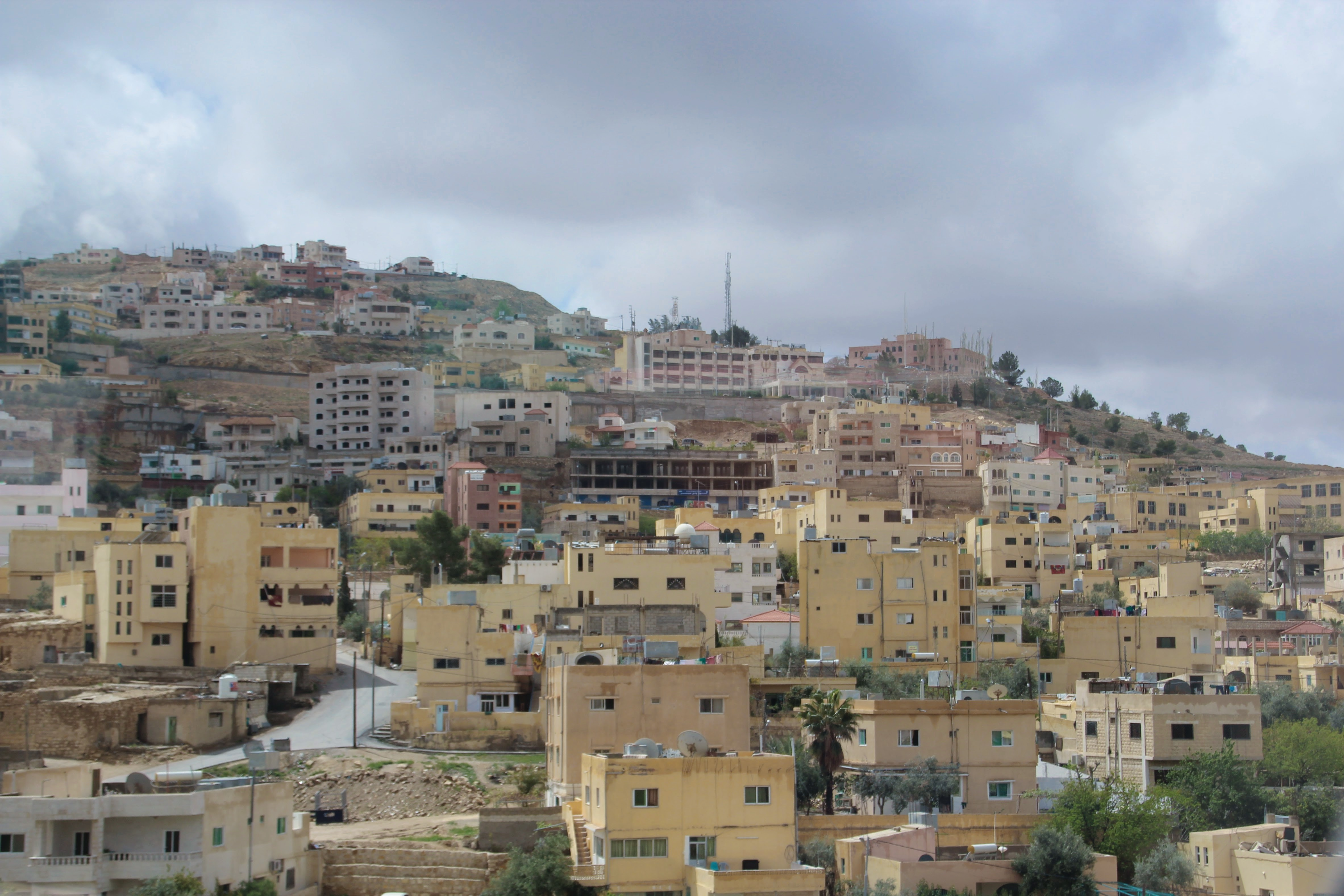